# Volumenbezogener Stoffübergangskoeffizient
Der volumenbezogene Stoffübergangskoeffizient, auch als kLa-Wert oder volumetrischer Stoffübergangskoeffizient bezeichnet, ist eine Kennzahl 
für den Transport eines Gases aus der Gasphase in die Flüssigphase eines Reaktionssystems. Er ist ein Maß für die Effizienz des Gaseintrags und ist daher von großer Bedeutung für die Projektierung von chemischen oder biologischen Reaktoren. Bei der Auslegung letzterer ist speziell der Sauerstoffeintrag und damit auch der kLa-Wert von Sauerstoff von zentraler Bedeutung.

## Physikalische Grundlagen

### DerkLa-Wert in einem Medium
Die Herleitung des kLa-Wertes beruht auf der Zweifilmtheorie des Stoffaustausches. Dabei wird vereinfachend angenommen, dass der Transport eines Gases durch die Phasengrenzfläche Gas/Flüssigkeit der geschwindigkeitsbestimmende Schritt ist.
Es gilt folgender Zusammenhang:
{\displaystyle {\mathrm {d} C \over \mathrm {d} t}={k_{L}a\cdot (C^{*}-C)}}
wobei C die Gelöstgaskonzentration und C* die Gleichgewichtskonzentration an der Phasengrenzfläche oder, anders ausgedrückt, die maximale Löslichkeit darstellt. Die Gleichgewichtskonzentration kann über das Henry-Gesetz aus dem Partialdruck des jeweiligen Gases berechnet werden. 
Bei Betrachtung des Sauerstoffs wird der Zusammenhang meist wie folgt formuliert:
{\displaystyle {\mathit {OTR}}=k_{L}a\cdot (c_{\rm {O2}}^{*}-c_{\rm {O2}})}
wobei OTR die Sauerstofftransportrate (engl. oxygen transfer rate oder manchmal auch oxygen transmission rate) ist.
Die Differenz der beiden Konzentrationen ist die Triebkraft für den Stofftransport durch die Phasengrenzfläche. 
Der kLa-Wert ist das Produkt aus der Stoffübergangszahl (kL) der Flüssigphase und der volumenbezogenen Phasengrenzfläche (a). Für blasenbegaste Reaktoren sind diese beiden Größen nicht getrennt voneinander zu ermitteln, daher spricht man von dem kLa-Wert.

### Relevanz deskLa-Wertes für biotechnologische Prozesse
In einem biotechnologischen Prozess ist der kLa-Wert von großer Bedeutung, da er eine Aussage darüber trifft, wie gut Mikroorganismen in einer biotechnologischen Anlage mit Gasen versorgt werden können. Bei der Kultivierung aerober Mikroorganismen ist es wichtig, einen hohen kLa-Wert für Sauerstoff im Bioreaktor zu erreichen, während bei autotroph wachsenden Mikroorganismen, zum Beispiel auch die kLa-Werte für Wasserstoff und Kohlendioxid eine wichtige Rolle spielen. Mögliche Maßnahmen, den kLa-Wert zu erhöhen, umfassen zum Beispiel eine Erhöhung der Rührerdrehzahl, eine effizientere Art der Rührung, die Vergrößerung der Kontaktfläche zur Luft (z. B. durch Belüftung mit feineren Luftblasen) oder eine Optimierung des Mediums. Begrenzt wird die Brauchbarkeit dieser Maßnahmen allerdings durch die höhere mechanische Belastung der Mikroorganismen.

## Bestimmung deskLa-Wertes

### Sulfit-Methode (bei Sauerstoff)
Zur Bestimmung des kLa-Wertes wird der Bioreaktor ohne Mikroorganismen gefahren. Dafür wird eine ca. 0,8 Molare Natriumsulfitlösung vorgelegt, welche zusätzlich als Katalysator Kupfersulfat enthält. Zu Beginn liegt ausschließlich Natriumsulfit Na2SO3 vor, wird nun jedoch mittels Luft oder reinem Sauerstoff begast, so wird Natriumsulfit zu Natriumsulfat Na2SO4 aufoxidert. Zunächst wird ein Nullwert bestimmt, anschließend eine definierte Zeit belüftet und letztendlich die Konzentration von Natriumsulfat bestimmt. Die Oxdidationsgeschwindigkeit bestimmt sich wie folgt:  
{\displaystyle {{\mathit {OTR}} \over c_{\rm {O2}}^{*}-0}={k_{L}a}}
Ein Vorteil ist gute Reproduzierbarkeit und die Unabhängigkeit von mikrobiologischen Störungen. Nachteilig ist jedoch, dass ein künstliches Oxidationssystem verwendet wird, welches zu hohe kLa-Werte suggeriert.

### Kontinuierliche Messungen mit Sonden
Mittels Gelöstgas-Sonden (beispielsweise einem Sauerstoffsensor), die direkt die Konzentration eines in Flüssigkeit gelösten Gases messen können, kann mit Hilfe der allgemeinen Formel das Produkt kLa für jedes beliebige Gas berechnet werden.
Voraussetzung ist natürlich, dass ein entsprechender Sensor existiert, was beispielsweise bei Wasserstoff aktuell nicht der Fall ist.